# 東園街 (臺北市)
東園街是臺灣臺北市萬華區的道路之一，西北端接西園路，東南端接萬大路，全長約八百公尺。
最初為清光緒末年的田間小路
。1904年，日人在此開闢一條艋舺-枋寮道，主要為運送農產品所用。1924年，台北州廳訂道路築改計畫，行道路拓寬。戰後，1946年，依臺灣省行政長官公署公報之臺北市政府改正街道名稱一覽表，始見東園街名，當時北接無尾港橋頭，南至枋寮渡頭。長2070公尺，寬7公尺，石子路。屬於支路。

1958 年，東園街新鋪柏油路面，街上的店面持續增加，百業俱興，蓬勃發展。1967年，雙園堤防完成，印刷業及相關的裝訂業與製版業紛紛遷入於此發展。1972年起，展開「萬大計畫」及「巷清計畫」。原東園街上的小巷弄逐一拓寬，並升格為街，另取德昌、長泰、民和、寶興、武成等街。而後在西藏路、萬大路等幹道的新闢築，西園路的拓寬下，東園街的工商交通地位逐漸衰落。

 

## 交通

### 市區公車
東園國小站

藍28
綠17

保德里站

藍28
綠17

聚福宮站

藍28
綠17

### 公共自行車
東園國小站 (東園街/萬大路344巷(東南側))

華江高中站 (東園街/東園街35巷(東北側))

## 沿線設施
- 臺北市萬華區東園國民小學
- 臺北市政府警察局萬華分局東園街派出所 （页面存档备份，存于）
- 台北市立圖書館東園分館 （页面存档备份，存于） 東園街199號
- 臺北東園郵局 （页面存档备份，存于） 東園街150號
- 交通部公路局 （页面存档备份，存于） 東園街65號
- 台北市萬華婦女暨家庭服務中心 （页面存档备份，存于） 東園街19號4樓
- 西園路派出所 （页面存档备份，存于） 臺北市東園街17號